# おまかせください
『おまかせください』は、1982年10月11日 - 12月20日にフジテレビ系列で放送されたテレビドラマである。主人公・大原飛太を中心とした材木問屋を舞台にしたドラマ。
引き続き1983年1月10日 - 3月21日には、続編として『おまかせください、オレの女房どの』が放送された。

## キャスト
大原飛太
演 - 中村雅俊
江東区木場の材木問屋「大原商店」の三代目だが、夢は北海道での牧場経営。かつて北海道へ移って家具製造会社で手作り家具の企画製作に携わっていたが、帰京して実家へ戻る。
西脇麻子
演 - 坂口良子
旭川の家具製造会社の社長、西脇正造の娘。飛太と恋仲になり、飛太が帰京すると後を追うように上京。しかし大原家とは対立することに。
大原辰之介
演 - 大友柳太朗
明治生まれで頑固な性格。既に隠居してはいるが、いまだ発言力は大きい。世間の時の流れにやや対応出来ない所があるが、周りからは信頼されている。
大原裕平
演 - 小林亜星
飛太の父。材木問屋の社長だが、経営能力に欠けている一面がある。大の相撲好きで大学時代も相撲部に所属、コーチとして稽古を受け持っている。
絹村かおり
演 - 梶芽衣子
立花栄子
演 - 結城美栄子
大原辰平
演 - 山城新伍
飛太の叔父で、材木問屋の専務。実質的に問屋の経営を受け持っているような存在。近代的な経営を目指し、コンピューターの導入を図ろうとしている。
松井直美
演 - 原日出子
小田信正
演 - 坂上二郎
大原商店に初代社長の時から関わる番頭。中卒だが博学な所がある。辰之介の世話で結婚したが、妻は信正と息子の秀吉を残し、浮気相手の男と逃げてしまった。
犬山紳助
演 - 島田紳助
猿川竜助
演 - 松本竜助
多々野万作
演 - おりも政夫
沢田浩二
演 - 堤大二郎
有田美智子
演 - 荒木由美子
伊藤京子
演 - 山村美智子（当時フジテレビアナウンサー）
小田秀吉
演 - ひかる一平
松井院長
演 - 山内明
大山秀次
演 - 龍虎
相撲部員
演 - 岩本宗規
その他
演 - 劇団白鳥座

### ゲスト出演者
- 西脇正造：織本順吉（第1話）
- 西脇敏子：三條美紀（第1話）
- 美々のり子：淡谷のり子（第1話）
- 松本高志：三浦浩一
- 松本留美：沢田雅美
- 浮田宙子：斉藤ゆう子
- 田辺恵子：塩沢とき
- 田辺勝：渡辺徹
- 永井明美：ちあきなおみ
- 清田ふみ：清川虹子
- 幸男：ぼんちおさむ
- 幸男の母：黒沢順子
- 三浦賢一：村井国夫
- 大門正明

（出典：）

## スタッフ
- 脚本：重森孝子、秋田佐知子、鹿水晶子
- 演出：脇田時三、若松節朗、福本義人
- 企画：重村一・大野幸正（フジテレビ）
- プロデューサー：脇田時三、渋谷幹雄
- 音楽：佐藤健
- 主題歌：「おまかせください（ナカムラ・エレキ・音頭）」（歌：中村雅俊、作詞・作曲：桑田佳祐）
- 挿入歌：「恋人も濡れる街角」（歌：中村雅俊、作詞・作曲：桑田佳祐）
- 制作補：森下徹
- 演出補：都竹廣明
- 技術：加賀谷寛
- カメラ：丸育三
- 照明：白倉孝雄
- カラー調整：白鳥好一
- 録画編集：岩上政一
- 音声：杉本一茂
- 効果：西山隆司
- 美術：荒川淳彦
- 美術進行：小松哲
- 装飾：小野保
- 衣裳：芳野定行
- 化粧：伊藤武司
- 持道具：市口正明
- 装置：西村徹
- 題字：本西宏充
- 制作技術協力：渋谷ビデオスタジオ
- 制作：テレパック・フジテレビ

## 放送日程
| 話数 | 放送日 （1982年） | サブタイトル                            | 脚本     | 演出     |
| ---- | ----------------- | --------------------------------------- | -------- | -------- |
| 1    | 10月11日          | （サブタイトル無し）                    | 重森孝子 | 脇田時三 |
| 2    | 10月25日          | （サブタイトル無し）                    | 重森孝子 | 脇田時三 |
| 3    | 11月1日           | （サブタイトル無し）                    | 重森孝子 | 脇田時三 |
| 4    | 11月8日           | われとわが身がなさけない!?              | 重森孝子 | 若松節朗 |
| 5    | 11月15日          | 甘い話にゃ罠がある                      | 重森孝子 | 若松節朗 |
| 6    | 11月22日          | 恋人も濡れる街角                        | 重森孝子 | 脇田時三 |
| 7    | 11月29日          | とりもなおさず義理の山                  | 重森孝子 | 脇田時三 |
| 8    | 12月6日           | 愛だけが二人の絆                        | 重森孝子 | 脇田時三 |
| 9    | 12月13日          | 父親がわり、母親がわり                  | 重森孝子 | 脇田時三 |
| 10   | 12月20日          | サンタがやってきて、第1部はこれで終わり | 重森孝子 |          |

| 話数 | 放送日 （1983年） | サブタイトル             | 脚本       | 演出     |
| ---- | ----------------- | ------------------------ | ---------- | -------- |
| 11   | 1月10日           | 新婚さんと美少女         | 重森孝子   | 若松節朗 |
| 12   | 1月17日           | 女が強すぎるのダ         | 重森孝子   | 若松節朗 |
| 13   | 1月24日           | 夫朝がえり、妻逆上!!     | 重森孝子   | 脇田時三 |
| 14   | 1月31日           | 新婚さんと受験生         | 重森孝子   | 脇田時三 |
| 15   | 2月7日            | よみがえれ!青春          | 重森孝子   | 若松節朗 |
| 16   | 2月14日           | バレンタインデーに乾杯!? | 重森孝子   | 脇田時三 |
| 17   | 2月21日           | 受取人のない手紙         | 秋田佐知子 | 福本義人 |
| 18   | 2月28日           | コーヒー一杯の幸せ       | 鹿水晶子   | 福本義人 |
| 19   | 3月7日            | 亭主も知らない女房の秘密 | 秋田佐知子 | 若松節朗 |
| 20   | 3月14日           | 3カ月目の浮気?           | 鹿水晶子   | 福本義人 |
| 21   | 3月21日           | ある朝突然贈り物         | 高村美智子 | 若松節朗 |

## 備考
- 挿入歌「恋人も濡れる街角」は大ヒットし、『ザ・ベストテン』（TBS系）や『ザ・トップテン』（日本テレビ系）にランクインしたが、『ザ・トップテン』は当番組の裏番組だったため、本作品の放送開始以前で、かつランクインする前に「話題曲コーナー」で1回出演しただけだった（映画『蒲田行進曲』の主題歌として紹介）。なお主題歌「おまかせください」は、「恋人も濡れる街角」を収録したシングルのB面に収録されていた。両曲の歌詞カードにはシングル版とテレビドラマ版とで歌詞が異なる部分に注釈が書かれていて、A面が角川映画『蒲田行進曲』の主題歌だったため、『蒲田』のスチールが掲載されている。
- 無印時代の1982年10月18日はプロ野球中継「大洋×中日」（横浜スタジアム）のため、19:00の『ねらわれた学園』（原田知世主演ドラマ版）[2]や『意地悪ばあさん』（青島幸男主演ドラマ版）と共に休止。なお当初は19時台ドラマと共に通常通り放送する予定だったが、中日のセ・リーグ優勝がかかった同カードが急遽編成されたため休止された。
- フジテレビ月曜20時枠の連続ドラマは、1963年以来何度かの中断を置きながら継続していたが、事実上、当番組が最後となった。